# Matthias Eck
Matthias Eck (26 novembre 1982) è un ex giocatore di football americano tedesco, che ha giocato come defensive back.

## Palmarès
- 1 Europeo (2010)
- 1 German Bowl (Kiel Baltic Hurricanes, 2010)